# Anwalting
Anwalting ist ein Gemeindeteil der Gemeinde Affing im Landkreis Aichach-Friedberg, der zum Wittelsbacher Land im Regierungsbezirk Schwaben in Bayern gehört.

## Geographie
Anwalting hat rund 460 Einwohner und liegt an der Lechleite zwischen Mühlhausen und Rehling etwa drei Kilometer nördlich vom Augsburger Flugplatz. Der Ort Anwalting liegt an der Friedberger Ach und am Affinger Bach, welche nordwestlich von Anwalting ineinander münden.

## Geschichte
Für das Jahr 935 bezeugt eine Urkunde, dass die Kirche an das Kloster Ebersberg übergeben wurde. Ab dem 13. Jahrhundert hatte das Kollegiatstift St. Andrä in Freising Grundbesitz in Anwalting und erlangte in der Folgezeit die Grundherrschaft im Ort.
Am 1. Mai 1978 wurde Anwalting in die Gemeinde Affing eingegliedert.

## Sehenswürdigkeiten
- Katholische Kirche St. Andreas

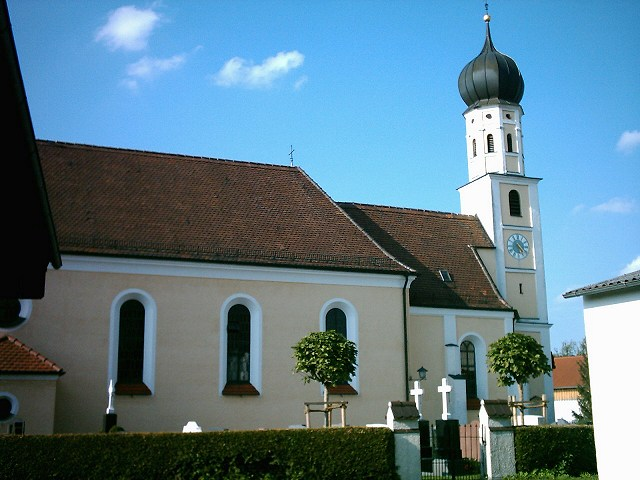
Kirche St. Andreas

- Salzbergkapelle an der Straße nach Gebenhofen

Siehe auch: Liste der Baudenkmäler in Anwalting

## Bodendenkmäler
Siehe: Liste der Bodendenkmäler in Affing